# بیست و چهارمین مراسم گلدن گلوب
۲۴مین مراسم گلدن گلوب برای ارج نهادن به بهترین فیلم و شوی تلویزیونی سال ۱۹۶۶ در ۱۵ فوریه سال ۱۹۶۷ برگزار شد

## برندگان

### فیلم سینمایی

#### جایزه گلدن گلوب بهترین فیلم – درام
مردی برای تمام فصول
- آزاد
- حرفه‌ای‌ها
- دانه‌های شن
- چه کسی از ویرجینیا وولف می‌ترسد؟

#### جایزه گلدن گلوب بهترین فیلم – موزیکال یا کمدی
روس‌ها می‌آیند، روس‌ها می‌آیند
- A Funny Thing Happened on the Way to the Forum
- گامبیت
- Not with My Wife, You Don't!
- تو اکنون یک پسر بزرگی

#### جایزه گلدن گلوب بهترین بازیگر مرد – فیلم درام
پل اسکوفیلد — مردی برای تمام فصول
- ریچارد برتون — چه کسی از ویرجینیا وولف می‌ترسد؟
- مایکل کین — الفی
- استیو مک‌کوئین — دانه‌های شن
- ماکس فون سیدو — هاوایی

#### جایزه گلدن گلوب بهترین بازیگر زن – فیلم درام
آنوک امه — یک مرد و یک زن
- آیدا کامینسکا — فروشگاه در خیابان اصلی
- ویرجینیا مکنا — آزاد
- الیزابت تیلور — چه کسی از ویرجینیا وولف می‌ترسد؟
- ناتالی وود — این ملک محکوم است

#### جایزه گلدن گلوب بهترین فیلم – موزیکال یا کمدی
آلن آرکین — روس‌ها می‌آیند، روس‌ها می‌آیند
- آلن بیتس — جورجی دختر
- مایکل کین — گامبیت
- لایونل جفریس — The Spy with a Cold Nose
- والتر ماتائو — شیرینی شانس

#### جایزه گلدن گلوب بهترین بازیگر زن – فیلم موزیکال یا کمدی
لین ردگریو — جورجی دختر
- جین فوندا — Any Wednesday
- الیزابت هارتمن — تو اکنون یک پسر بزرگی
- شرلی مک‌لین — گامبیت
- ونسا ردگریو — مورگان، بیمار مناسبی برای درمان

#### جایزه گلدن گلوب بهترین بازیگر نقش مکمل مرد
ریچارد اتنبرا — دانه‌های شن
- ماکو ایواماتسو — دانه‌های شن
- جان ساکسون — آپالوزا
- جرج سیگال — چه کسی از ویرجینیا وولف می‌ترسد؟
- لی وان کلیف — به خاطر چند دلار بیشتر

#### جایزه گلدن گلوب بهترین بازیگر نقش مکمل زن
جاسلین لاگارد — هاوایی
- سندی دنیس — چه کسی از ویرجینیا وولف می‌ترسد؟
- ویوین مرچنت — الفی
- جرالدین پیج — تو اکنون یک پسر بزرگی
- شلی وینترز — الفی

#### جایزه گلدن گلوب بهترین کارگردانی
فرد زینمان — مردی برای تمام فصول
- لوئیس گیلبرت — الفی
- کلود لولوش — یک مرد و یک زن
- مایک نیکولز — چه کسی از ویرجینیا وولف می‌ترسد؟
- رابرت وایز — دانه‌های شن

#### جایزه گلدن گلوب بهترین فیلم‌نامه
مردی برای تمام فصول — رابرت بولت
- الفی — Bill Naughton
- روس‌ها می‌آیند، روس‌ها می‌آیند — ویلیام رز
- دانه‌های شن — رابرت اندرسون
- چه کسی از ویرجینیا وولف می‌ترسد؟ — ارنست لمان

#### جایزه گلدن گلوب بهترین موسیقی
هاوایی — المر برنستاین
- یک مرد و یک زن — فرانسیس له
- آیا پاریس در حال سوختن است؟ — موریس ژار
- کتاب مقدس — Toshiro Mayuzumi
- دانه‌های شن — جری گلدسمیت

#### جایزه گلدن گلوب بهترین ترانه غیراقتباسی
"غریبه‌ها در شب" — A Man Could Get Killed
- "Un Homme et une Femme (A Man and a Woman)" - یک مرد و یک زن'
- "Born Free" - آزاد'
- "Alfie" - الفی'
- "Georgy Girl" - جورجی دختر'

### مجموعه تلویزیونی

#### جایزه گلدن گلوب بهترین مجموعه تلویزیونی – درام
I Spy
- فراری
- The Man from U.N.C.L.E.
- Run for Your Life
- That Girl

#### جایزه گلدن گلوب بهترین بازیگر مرد – مجموعه تلویزیونی درام
دین مارتین — The Dean Martin Show
- بیل کازبی — I Spy
- رابرت کالپ — I Spy
- بن گازارا — Run for Your Life
- کریستوفر جرج — The Rat Patrol

#### جایزه گلدن گلوب بهترین بازیگر زن – مجموعه تلویزیونی موزیکال یا کمدی
مارلو توماس — That Girl
- فیلیس دیلر — The Pruitts of Southampton
- باربارا ادن — خواب جینی را می‌بینم
- الیزابت مانتگامری — افسونگر
- باربارا استانویک — The Big Valley